# Pott (Einheit)
Der Pott, seltener Pot oder Krug, ist ein historisches Volumenmaß, das vor allem in Norddeutschland (Mecklenburg) sowie in Dänemark und Norwegen für feste und flüssige Dinge verbreitet war. Das Maß gehört zu den älteren Maßen und hatte einen kleinen Länderunterschied in der Größe.
- Allgemein 2 Pott = 1 Kanne
- Mecklenburg 1 Pott = 0,925 Liter
- Dänemark 1 Pott = 0,966 Liter (0,96612 Liter[1])
  - 100 Liter = 103 ½ Potter
  - 1 Oxehoved/Oxhoft = 240 Potter
- Norwegen 1 Pott = 0,965 Liter (0,9653 Liter[1])
  - 1 Ohm = 155 Potter = 149,62 Liter
  - 1 Fischtonne = 120 Potter = 115,8 Liter
  - 1 Korntonne = 144 Potter = 139,12 Liter

In Hamburg und Holstein war der Pott ein Schachtmaß für Erde, dabei entsprachen 4 Schachtwerke einem Pott (24,099 m3).